# ور برد
ور برد (انگلیسی: Vere Bird؛ ۹ دسامبر ۱۹۱۰ – ۲۸ ژوئن ۱۹۹۹) یک سیاست‌مدار اهل آنتیگوا و باربودا بود.